# Ebosia falcata
Ebosia falcata és una espècie de peix pertanyent a la família dels escorpènids.
Fa 9,3 cm de llargària màxima i té vèrtebres: 24. És un peix marí, demersal i de clima tropical que viu entre 47-243 m de fondària. Es troba a l'Índic occidental: Somàlia i l'Índia.
És inofensiu per als humans.